# Suma (fiume)
La Suma (in russo Сума?) è un fiume della Russia europea settentrionale. Scorre nei rajon Belomorskij e Segežskij della Carelia. 
Il fiume ha origine dal lago Melozero a quota 181,2 m s.l.m. e scorre prevalentemente in direzione settentrionale attraverso foreste paludose e attraversando numerosi laghi, dei quali il maggiore è il Sumozero. Sfocia nella baia Sumskaja, sul lato destro della baia dell'Onega, nelle acque del Mar Bianco. Ha una lunghezza di 164 km e il suo bacino è di 2 020 km². Gela da novembre/dicembre fino ad aprile. La portata media annua al villaggio di Sumskij Posad, situato a 5,9 km dalla foce, è di 20 m³/s.